# Перевёрнутая кратка снизу
Перевёрнутая кратка снизу (◌̯) — диакритический знак, используемый в МФА.

## Использование
Была введена в МФА в 1989 году для обозначения неслоговых гласных; ранее вместо неё использовалась обычная кратка (◌̆).
В Американской фонетической транскрипции обозначает продвинутые согласные.
В транскрипции Teuthonista обозначает неслоговые гласные.
В варианте транскрипции Дания 1925 года также обозначала неслоговые гласные.